# Utrka života (2003.)
Utrka života (eng. Seabiscuit) je američka biografska sportska drama iz 2003. godine snimljena prema književnoj uspješnici Seabiscuit: An American Legend autorice Laure Hillenbrand. Film je djelomično temeljen na životu i trkaćoj karijeri Seabiscuita, često zanemarivanog konja za utrke kojega je neočekivani uspjeh učinio medijskom senzacijom u SAD-u za vrijeme Velike depresije.

## Radnja
Red Pollard (Tobey Maguire) je dijete iz kanadske obitelji koju je Velika kriza financijski uništila. U očajničkoj potrebi za novcem, obitelj ostavlja Reda kod trenera konja. Red kasnije postaje jockey, ali dodatno zarađuje sudjelujući u ilegalnim boksačkim mečevima zbog kojih ostaje slijep na jedno oko. Charles S. Howard (Jeff Bridges) je zaposlenik u dućanu koji prodaje bicikle kojeg slučajni prolaznik zamoli da mu popravi njegov pokvareni automobil. Kroz popravljanje automobila, Howard se upoznaje s tom novom tehnologijom i shvati kako je može dodatno poboljšati pa ih započne i prodavati te postaje veliki trgovac automobilima u Kaliforniji i jedan od najbogatijih ljudi okolice. Međutim, njegov sin uskoro pogiba u tragičnoj prometnoj nesreći što Howarda baca u depresiju zbog čega ga u konačnici njegova supruga (Valerie Mahaffey) ostavlja.
Na putu za Meksiko gdje odlazi kako bi dobio razvod i utopio svoju tugu, Howard upoznaje Marcelu (Elizabeth Banks). Marcela mu pomaže u borbi s depresijom, prvenstveno vodeći ga na duga jahanja. Nakon ženidbe, Howard kupuje staju za konje te upoznaje vještog trenera za knoje, lutalicu Toma Smitha (Chris Cooper). Howard zapošljava Smitha da mu vodi staju za konje prvenstveno zbog rečenice koju mu je izrekao: "Ne odbacuješ život samo zato što si malo utučen." Smith uvjerava Howarda da kupi konja Seabuiscuita koji dolazi iz kvalitetne porodice, ali kojeg su zbog njegova teškog ponašanja trenirali da namjerno gubi utrke od "boljih" konja.
Smith je u početku neuspješan u pronalasku jockeyja koji se može nositi sa Seabiscuitovim teškim temperamentom, ali nakon što svjedoči svađi Reda Pollarda s grupom drugih dječaka koji rade u staji vidi u njemu sličan karakter kakvog ima i konj te ga odluči uzeti za Seabiscuitovog jockeyja. Seabiscuit i Pollard se zbližavaju i započinju s utrkama. Nakon što nadiđu početne poteškoće, poput medijske nezainteresiranosti i Pollardovih problema s ponašanjem i slijepim okom, Seabiscuit započinje nizati uspjeh za uspjehom i postaje izrazito popularan do te mjere da ljudi koji trpe zbog Velike depresije u njemu pronalaze nadu. Inspiriran razvojem događaja, Howard opetovano pokušava dogovoriti utrku s pobjedničkim konjem Ratnim admiralom njujorškog tajkuna Samuela Riddlea (Eddie Jones). Riddle u konačnici pristaje na utrku između Ratnog admirala i Seabiscuita pod svojim uvjetima, ali kako se datum dogovorene utrke približava Pollard se ozlijedi tijekom jahanja i lomi nogu. Nakon što mu doktor kaže da više neće moći jahati, Red predlaže da Seabiscuitov novi jockey bude njegov stari prijatelj, uspješni jockey George Woolf (Gary Stevens).
Red uči Woolfa kako ispravno jahati Seabiscuita i što od njega očekivati. Na dan utrke, Seabiscuit iznenađuje favorita Ratnog admirala prvenstveno zbog tajne koju je Pollard otkrio Woolfu: prilikom dolaska u posljednji zavoj oba konja moraju biti poravnati kako bi Seabiscuit vidio svog protivnika i na taj način ga pobijedio u posljednjim metrima. Tijekom sljedeće utrke u Santa Aniti, Seabiscuit se ozljeđuje i mora odustati. Red mu pomaže u oporavku i osposobi ga za ponovnu mogućnost utrkivanja. Posljednja utrka ponovno se održava u Santa Aniti i ovoga puta Red, unatoč vlastitoj ozljedi noge, odluči jahati Seabiscuita. U istoj utrci se nalazi i Woolf, ovoga puta na drugom konju. Tijekom utrke, Seabiscuit u jednom trenutku završava na posljednjem mjestu dosta zaostavši za ostatkom konja, ali Woolf namjerno usporava svog konja kako bi natjerao Seabiscuita u galop. Nakon kratkog razgovora između dva jockeyja, Seabiscuit krene u strahoviti galop i osvoji utrku.
Film završava Redovim riječima: "Svi su mislili da smo pronašli tog otrcanog konja i popravili ga, ali nismo. On je popravio svakoga od nas, a na neki način, vjerujem, popravili smo i jedni druge."

## Glumačka postava
- Tobey Maguire kao Red Pollard
- Jeff Bridges kao Charles S. Howard
- Chris Cooper kao Tom Smith
- Elizabeth Banks kao Marcela
- Gary Stevenskao George Woolf
- William H. Macy kao "Tick Tock" McLaughlin
- Eddie Jones kao Samuel Riddle

## Produkcija
Film je snimljen na lokacijama Santa Anita Park u Arcadiji (Kalifornija), trkaćoj stazi Keeneland u Lexingtonu (Kentucky) i trkaćoj stazi Saratoga u Saratoga Springsu (New York). Keeneland je u filmu "glumio" trkaću stazu Pimlico budući se ta staza dramatično promijenila od vremena u kojem se Seabiscuit natjecao.

## Kritike
Na popularnoj internet stranici Rotten Tomatoes film ima 77% pozitivnih ocjena temeljenih na 199 zaprimljenih kritika uz prosječnu ocjenu 7.1/10.

## Nagrade i nominacije

### Oscar
Film Utrka života dobio je 7 nominacija za prestižnu filmsku nagradu Oscar, ali nije osvojio niti jednu:
- Najbolji film
- Najbolji adaptirani scenarij - Gary Ross
- Najbolja fotografija - John Schwartzman
- Najbolja montaža - William Goldenberg
- Najbolja kostimografija - Judianna Makovsky
- Najbolja scenografija - Jeannine Claudia Oppewall i Leslie A. Pope
- Najbolji zvuk - Andy Nelson, Anna Behlmer i Tod A. Maitland

## Vanjske poveznice
- Utrka života u internetskoj bazi filmova IMDb-a
- Seabiscuit na Box Office Mojo
- Seabiscuit at Human Science
- Photos and Facts About Seabiscuit's Great Races and Red Pollard  Arhivirana inačica izvorne stranice od 26. siječnja 2021. (Wayback Machine)